# Most przeznaczenia
Most przeznaczenia (ang.The Bridge of San Luis Rey) – brytyjsko-hiszpańsko-francuski dramat historyczny z 2004 roku w reżyserii Mary McGuckian, oparty na powieści Thorntona Wildera, wyróżnionej Nagrodą Pulitzera w 1928 roku. 
Zdjęcia kręcono na terenie Hiszpanii: w prowincji Malaga (El Caminito del Rey, Costa del Sol) oraz we wnętrzach pałaców w Uclés (prowincja Cuenca) i Talamanca de Jarama (region Madrytu).

## Obsada
- Robert De Niro jako arcybiskup
- Kathy Bates jako markiza
- Harvey Keitel jako wuj Pio
- Michael Polish jako Esteban
- Gabriel Byrne jako brat Juniper
- Pilar López de Ayala jako Camila Villegas
- Geraldine Chaplin jako opatka
- F. Murray Abraham jako wicekról Peru
- Adriana Domínguez jako Pepita